# Wauchula
Wauchula är en stad (city) i Hardee County, i delstaten Florida, USA. Enligt United States Census Bureau har staden en folkmängd på 5 053 invånare (2011) och en landarea på 8,6 km². Wauchula är huvudort i Hardee County.